# Toni Morrison
Chloe Anthony Wofford (Lorain, Ohio, 18. veljače 1931. – 5. kolovoza 2019.), poznatija pod pseudonimom Toni Morrison, američka je književnica. Dobila je Nobelovu nagradu 1993. za sabrana djela. Laureat je Pultzerove nagrade. Posljednjih godina je objavila seriju dječjih knjiga sa sinom Sladeom Morrisonom.

## Rani život
Rođena je kao Chloe Anthony Wofford u mjestu Lorain, Ohio 18. veljače 1931. kao drugo je od četvero djece, iz radničke obitelji. Kao dijete stalno je čitala (među omiljenim piscima su joj bili Jane Austen i Lav Tolstoj). Njen otac, George Wofford, varilac po zanimanju, često bi joj govorio afroameričke narodne priče (metoda pripovijedanja koji će kasnije prožeti njena djela).
Godine 1949. Morison je upisala sveučilište u Howardu i studirala društvene znanosti. Pod izgovorom da se Chloe teško izgovara, mijenja ime u Toni. Postala je majstor engleskog jezika 1955. a sveučilište u Oxfordu dodijelio joj je titulu počasnog doktora 2005.

## Promoviranje afroameričke književnosti
Godine 1958. udaje se za Harolda Morrisona, rađa dvoje djece ali se i razvodi 1964. Poslije razvoda seli se u New York, gdje radi kao urednica. 18 mjeseci kasnije postaje jedan od urednika njujorškog sjedišta poznate izdavačke kuće Random House.
Kao urednik, igrala je važnu ulogu u približavanju afroameričke književnosti ka mainstreamu. Uređivala je između ostalih i knjige Tonia Cade Bambara i Gayl Jones. Morrison je bila profesor društvenih znanosti od 1989. Taj radni odnos je prekinula 2006.

## Vanjske poveznice
- Literary Encyclopedia biography
- Voices from the Gaps biography
- The Nobel Prize in Literature 1993  Arhivirana inačica izvorne stranice od 23. studenoga 2001. (Wayback Machine)
- 1987 audio interview by Don Swaim of CBS Radio, 31 min 2 s, RealAudio  Arhivirana inačica izvorne stranice od 31. prosinca 2006. (Wayback Machine)
- Toni Morrison biography and video interview excerpts by The National Visionary Leadership Project  Arhivirana inačica izvorne stranice od 9. svibnja 2006. (Wayback Machine)

`